# 721

## Nascimentos
- Açafá, foi o primeiro califa da família dos Abássidas, m. 754.